# Seznam děkanů Filozofické fakulty Univerzity Hradec Králové
Toto je chronologický seznam osob stojících v čele Filozofické fakulty Univerzity Hradec Králové. Funkční období děkana v České republice je čtyřleté a jedna osoba může tuto funkci vykonávat na téže fakultě nejvýše dvě po sobě bezprostředně jdoucí funkční období.

## Seznam děkanů a děkanek
| Pořadí | Fotografie | Jméno                                   | Funkční období        | Odborná specializace                    | Poznámky                                                                                  |
| ------ | ---------- | --------------------------------------- | --------------------- | --------------------------------------- | ----------------------------------------------------------------------------------------- |
| 1.     |            | Prof. Ing. Bohumil Vybíral, CSc.        | září 2005 – únor 2006 | fyzika                                  | pověřen výkonem funkce děkana do prvních řádných voleb                                    |
| 2.     |            | doc. Mgr. Petr Grulich, Ph.D.           | 2006 – 2012           | historie, české a československé dějiny |                                                                                           |
| 3.     |            | Mgr. et Mgr. Pavlína Springerová, Ph.D. | 2012 – 2019           | politologie, afrikanistika              | Odstoupila z důvodu zvolení prorektorkou pro strategii a rozvoj Univerzity Hradec Králové |
| 4.     |            | Mgr. Jan Prouza, Ph.D.                  | od 2019               | politologie, afrikanistika              |                                                                                           |